# Kaylor
Kaylor és una població dels Estats Units a l'estat de Dakota del Sud. Segons el cens del 2000 tenia 64 habitants.

## Demografia
Segons el cens del 2000, Kaylor tenia 64 habitants, 29 habitatges, i 18 famílies. La densitat de població era de 38 habitants per km².
Dels 29 habitatges en un 24,1% hi vivien nens de menys de 18 anys, en un 44,8% hi vivien parelles casades, en un 10,3% dones solteres, i en un 37,9% no eren unitats familiars. En el 34,5% dels habitatges hi vivien persones soles el 20,7% de les quals corresponia a persones de 65 anys o més que vivien soles. El nombre mitjà de persones vivint en cada habitatge era de 2,21 i el nombre mitjà de persones que vivien en cada família era de 2,83.
Per edats la població es repartia de la següent manera: un 18,8% tenia menys de 18 anys, un 7,8% entre 18 i 24, un 15,6% entre 25 i 44, un 25% de 45 a 60 i un 32,8% 65 anys o més.
L'edat mediana era de 48 anys. Per cada 100 dones de 18 o més anys hi havia 100 homes.
La renda mediana per habitatge era de 19.107 $ i la renda mediana per família de 31.250 $. Els homes tenien una renda mediana de 21.875 $ mentre que les dones 31.250 $. La renda per capita de la població era de 18.568 $. Entorn del 25% de les famílies i el 20% de la població estaven per davall del llindar de pobresa.

## Poblacions més properes
El següent diagrama mostra les poblacions més properes.